# Disney XD (Italie)
Disney XD était une chaîne de télévision italienne.

## Histoire
Le 28 septembre 2009, la version italienne de Jetix devient Disney XD et Jetix +1 devient Disney XD +1. Elle est disponible en exclusivité sur Sky Italia.
Le 1er octobre 2011, Toon Disney s'arrête et Toon Disney +1 est remplacé par Disney XD +2. Cette dernière est retirée le 9 avril 2018.
Le 15 septembre 2012, Disney XD est lancé en haute définition.
Le 1er janvier 2016, la chaîne change de logo.
À la suite de son non-renouvellement, Disney XD cesse sa diffusion le 1er octobre 2019, aux côtés de quatre autres chaînes du groupe (Disney in English, Nat Geo People, Fox Animation et Fox Comedy ; toutes exclusives à Sky). En Suisse, Disney XD a été remplacé par Disney Junior.